# Eupodauchenius luteocruciatus
Eupodauchenius luteocruciatus is een hooiwagen uit de familie Assamiidae.